# Manota ephippiata
Manota ephippiata är en tvåvingeart som beskrevs av Heikki Hippa 2008. Manota ephippiata ingår i släktet Manota och familjen svampmyggor.
Artens utbredningsområde är Uganda. Inga underarter finns listade i Catalogue of Life.